# Mészáros Ipartársulat székháza
A marosvásárhelyi Mészáros Ipartársulat székháza a Főtér északnyugati oldalán áll. 1888-ban épült neobarokk stílusban, az 1948-as államosításig itt működött a Nagymészárszék, a többi helyiséget pedig irodák és üzletek foglalták el.

## Története
A mészárosoké volt a legrégibb marosvásárhelyi céh; szabadalmi levelüket 1493-ban kapták meg Losonczi László vajdától, és fennállása során mindvégig a város legmódosabb és legjobban szervezett céhe volt. Nevükhöz fűződik a marosvásárhelyi vár egyik bástyájának építése és védelme is (Mészárosok bástyája). 1680-tól jegyzőkönyvben örökítették meg fontosabb eseményeiket, szabályzatuk 1720-ból maradt fenn. Telkük, a Mészáros-rét a város nagypiacának (főterének) szomszédságában, a ferences kolostor közelében volt; itt vágták le és dolgozták fel az állatokat. A céhek 1873-as felszámolása után a mesterek ipartársulatokba tömörültek.
1876-ban a kolostor egyik melléképületéből indult tűz a Nagypiac számos épületét elpusztította. A romok helyén a következő évtizedben emeletes kőházak jelentek meg, és ekkor építették be részben a Mészáros-rétet is, létrehozva a Mészáros-közt. A telek Nagypiacra nyíló hosszán 1888-ban felépült a Mészáros Ipartársulat székháza, Nagy Győző tervei alapján, Soós Pál építőmester irányításával. A tér felőli kétszintes szárny emeletén volt a társulat irodája és klubhelyisége, az udvar felőli, bal oldali földszintes szárnyban pedig a Nagymészárszék működött, a mészárosmesterek itt adták el a hentesárut.
A székház épületében, az egykori mészárszék csarnokában az 1948-as államosítás után megnyílt a Tineretului (Fiatalság) mozi, a többi helyiségbe üzletek vagy állami vállalatok költöztek. A Mészáros-közből mára csak a székház maradt meg; a többi részét a Színház tér építésekor szanálták, itt épült fel a Luxor üzletház és több tömbház. A rendszerváltás után a mozi megszűnt; a 2010-es évektől itt működik a Spectrum magyar magánszínház.

## Leírása
U alakú, újbarokk stílusú épület; a két udvari szárny közül a bal oldali földszintes (itt volt a mészárszék, majd később a mozi), a jobb oldali pedig emeletes. A középső, tér felőli szárny kétszintes, homlokzata háromsíkú, szimmetrikus. A középső tengelyben nyílt a boltozatos bejárat a Mészáros-közbe, az előreugró rizalitot oszlopok díszítik, főpárkánya fölötti oromfalon az 1888-as évszám olvasható. Az emeleti, félköríves ablakokat ión fejezetű oszlopok határolják. A földszinti nyílások hasonlóképpen félkörívesek; a bal oldali részt a mozi létrehozásakor kibontották, de később eredeti állapotába állították vissza.

## Képek

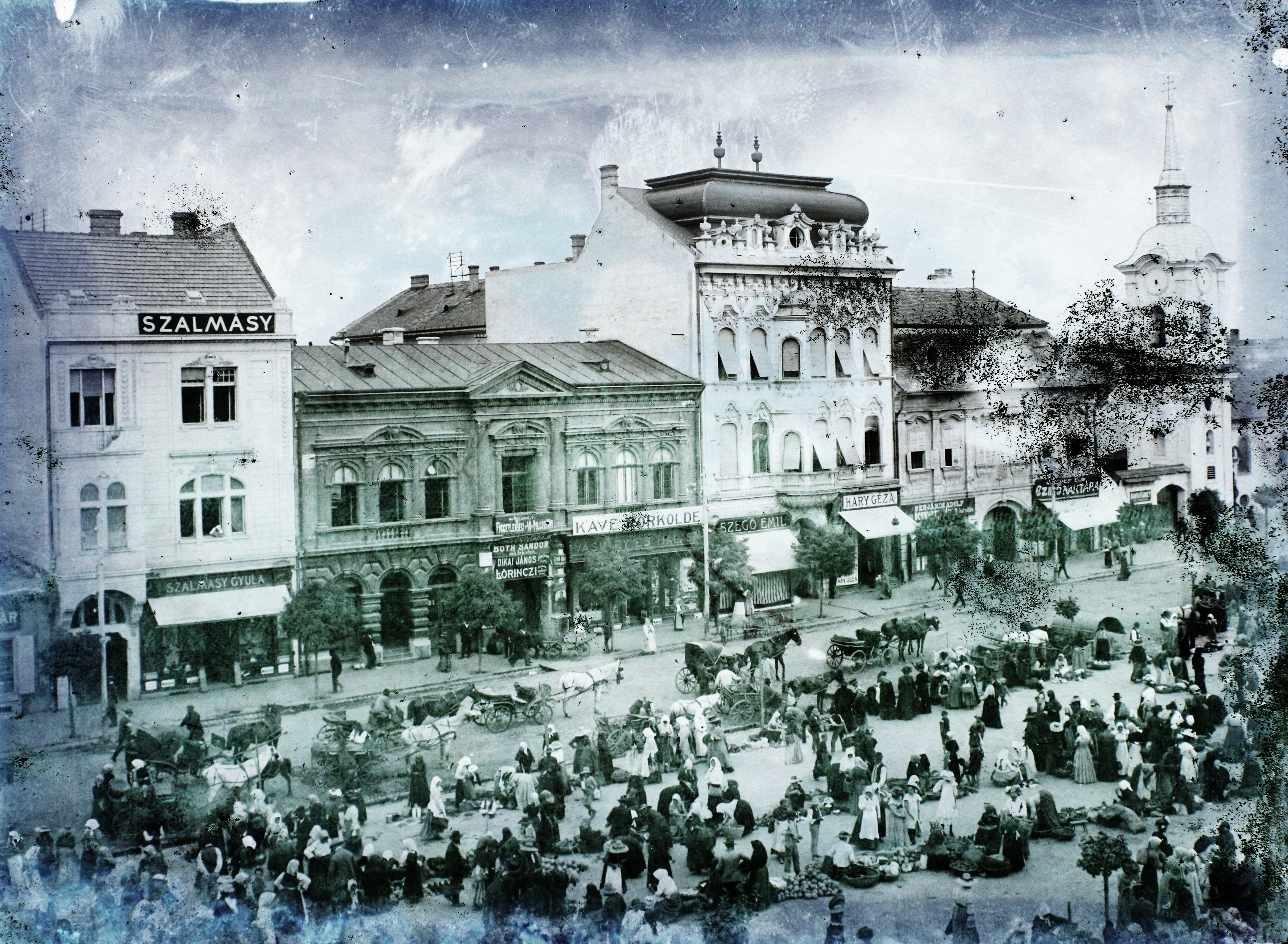
1908-ban
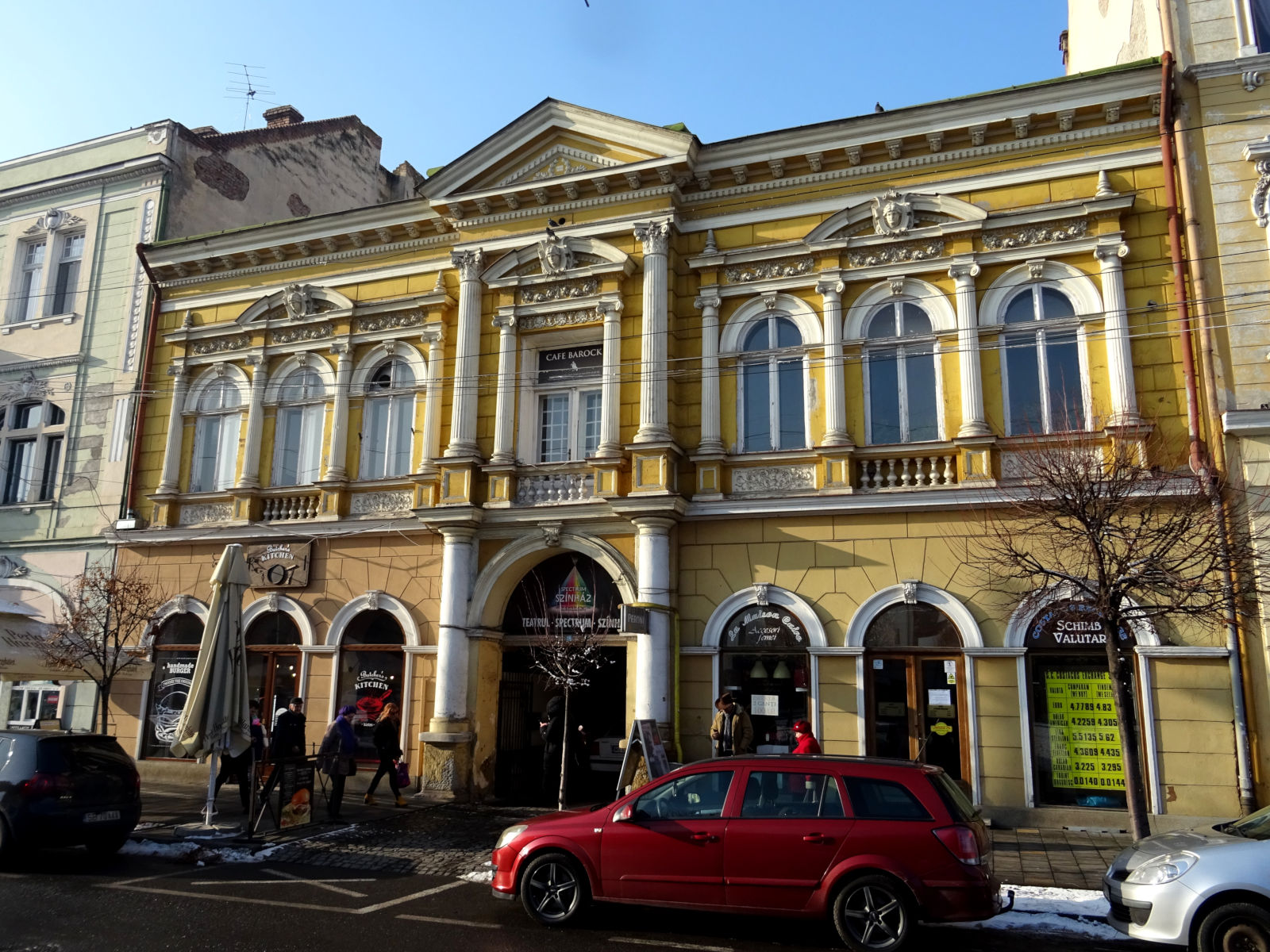
A 2010-es években